# De danske Aarsmøder i Sydslesvig 1947
|  | Denne artikel er oprettet af botten PalnaBot ud fra en ekstern database. Den kan derfor have sproglige fejl eller mangler. Denne skabelon kan fjernes efter kontrol af indholdet. |

De danske Aarsmøder i Sydslesvig 1947 er en film med ukendt instruktør.

## Handling
Deltagere i årsmødet ankommer til Flensborg. Gæsteoptræden fra Den kongelige Ballet. Optog gennem Flensborg by. Ankomsten til stadion, hvor mødet skal holdes. Festpladsen ses. Diverse taler bl.a. Jacob Kronika. FDF gymnastikopvisning. Slesvig by. Engelsk militærpoliti ses. Flere klip fra Flensborg med dans og bål.